# Futbol als Jocs Olímpics d'estiu de 2004 - Competició masculina
Als Jocs Olímpics d'Estiu de 2004 celebrats a la ciutat d'Atenes (Grècia) es realitzà una competició en categoria masculina de futbol, que unida a la categoria femenina formà part del programa oficial de futbol dels Jocs.
La competició de futbol es realitzà entre els dies 11 i 28 d'agost de 2004 entre les seus de l'Estadi Olímpic d'Atenes (Atenes), l'Estadi Geórgios Karaiskakis (El Pireu), l'Estadi Kaftanzoglio (Tessalònica), l'Estadi Pampeloponnisiako (Patres), l'Estadi Pankritio (Càndia) i l'Estadi Panthessaliko (Volos).

## Comitès participants
Hi participaren un total de 259 futbolistes de 16 comitès nacionals diferents:
| - Austràlia - Argentina - Corea del Sud - Costa Rica | - Ghana - Grècia - Iraq - Itàlia | - Japó - Mali - Marroc - Mèxic | - Paraguai - Portugal - Sèrbia i Montenegro - Tunísia |

## Resum de medalles
| Prova                  | Or | Argent | Bronze |
| Futbol masculí Detalls | ArgentinaRoberto Ayala · Nicolas Burdisso · Wilfredo Caballero · Fabricio Coloccini · César Delgado · Andrés D'Alessandro · Leandro Fernández · Luciano Figueroa · Cristian 'Kily' González · Lucho González · Mariano González · Gabriel Heinze · Germán Lux · Javier Mascherano · Nicolás Medina · Clemente Rodríguez · Mauro Rosales · Javier Saviola · Carlos Tévez | ParaguaiRodrigo Romero · Emilio Martínez · Julio Manzur · Carlos Gamarra · José Devaca · Celso Esquivel · Pablo Gimenez · Edgar Barreto · Fredy Barreiro · Diego Figueredo · Aureliano Torres · Pedro Benítez · Julio César Enciso · Julio González · Ernesto Cristaldo · Osvaldo Díaz · José Cardozo · Diego Barreto | ItàliaMarco Amelia · Andrea Barzagli · Daniele Bonera · Cesare Bovo · Giorgio Chiellini · Daniele De Rossi · Simone Del Nero · Marco Donadel · Matteo Ferrari · Andrea Gasbarroni · Alberto Gilardino · Emiliano Moretti · Giandomenico Mesto · Angelo Palombo · Ivan Pelizzoli · Giampiero Pinzi · Andrea Pirlo · Giuseppe Sculli |

## Medaller
| Posició | País      | Or | Argent | Bronze | Total |
| 1       | Argentina | 1  | 0      | 0      | 1     |
| 2       | Paraguai  | 0  | 1      | 0      | 1     |
| 3       | Itàlia    | 0  | 0      | 1      | 1     |

## Resultats

### Ronda preliminar
Grup A
| Equip         | J | G | E | P | GF | GC | Pts |
| ------------- | - | - | - | - | -- | -- | --- |
| Mali          | 3 | 1 | 2 | 0 | 5  | 3  | 5   |
| Corea del Sud | 3 | 1 | 2 | 0 | 6  | 5  | 5   |
| Mèxic         | 3 | 1 | 1 | 1 | 3  | 3  | 4   |
| Grècia        | 3 | 0 | 1 | 2 | 4  | 7  | 1   |

| Corea del Sud                 | 2 - 2 | Grècia                          |
| ----------------------------- | ----- | ------------------------------- |
| Kim Dong-Jin 43' · Vintra 64' |       | Taralidis 78' · Papadópulos 82' |

 Estadi Kaftanzoglio (Tessalònica)
 Àrbitre: Jorge Larrionda (URU)
 Assistència: 25.152        
| Mali | 0 - 0 | Mèxic |
| ---- | ----- | ----- |
|      |       |       |

 Estadi Panthessaliko (Volos)
 Àrbitre: Subhkiddin Modh Salleh (MAS)
Assistència: 10.104        
| Corea del Sud    | 1 - 0 | Mèxic |
| ---------------- | ----- | ----- |
| Kim Jung-Woo 15' |       |       |

 Estadi Geórgios Karaiskakis (El Pireu)
 Àrbitre: Claus Bo Larsen (DIN)
Assistència: 14.026        
| Grècia | 0 - 2 | Mali                    |
| ------ | ----- | ----------------------- |
|        |       | Berthe 2' · N'Diaye 45' |

 Estadi Kaftanzoglio (Tessalònica)
 Àrbitre: Carlos Torres (PAR)
Assistència: 17.123        
| Corea del Sud                       | 3 - 3 | Mali                 |
| ----------------------------------- | ----- | -------------------- |
| Cho Jae-Jin 57', 59' · Tamboura 64' |       | N'Diaye 7', 24', 55' |

 Estadi Kaftanzoglio (Tessalònica)
 Àrbitre:Éric Poulat (FRA) 
Assistència: 3.320        
| Grècia                        | 2 - 3 | Mèxic                        |
| ----------------------------- | ----- | ---------------------------- |
| Taralidis 82' · Stoltidis 90' |       | Márquez 47' · Bravo 70', 86' |

 Estadi Panthessaliko (Volos)
 Àrbitre: Divine Eheve (CMR) 
Assistència: 21.597        
Grup B
| Equip    | J | G | E | P | GF | GC |   |
| -------- | - | - | - | - | -- | -- | - |
| Paraguai | 3 | 2 | 0 | 1 | 6  | 5  | 6 |
| Itàlia   | 3 | 1 | 1 | 1 | 5  | 5  | 4 |
| Ghana    | 3 | 1 | 1 | 1 | 4  | 4  | 4 |
| Japó     | 3 | 1 | 0 | 2 | 6  | 7  | 3 |

| Paraguai                               | 4 - 3 | Japó                   |
| -------------------------------------- | ----- | ---------------------- |
| Giménez 5' Cardozo 26', 37' Torres 62' | Resum | Ono 22', 53' Okubo 81' |

 Estadi Kaftanzoglio (Tessalònica)

Àrbitre: Essam Abd El Fatah (EGI)

Assistència: 5.381        
| Ghana                 | 2 - 2 | Itàlia                  |
| --------------------- | ----- | ----------------------- |
| Pappoe 36' Appiah 46' | Resum | Pinzi 49' Gilardino 83' |

 Estadi Panthessaliko (Volos)

Àrbitre: Horacio Elizondo (ARG)

Assistència: 7.012        
| Paraguai    | 1 - 2 | Ghana                |
| ----------- | ----- | -------------------- |
| Gamarra 76' | Resum | Tiero 81' Appiah 84' |

 Estadi Kaftanzoglio (Tessalònica)

Àrbitre: Benito Archundia (MEX)

Assistència: 1.119        
| Japó                  | 2 - 3 | Itàlia                        |
| --------------------- | ----- | ----------------------------- |
| Abe 20' Takamatsu 91' | Resum | De Rossi 3' Gilardino 8', 36' |

 Estadi Panthessaliko (Volos)

Àrbitre: Jorge Larrionda (URU)

Assistència: 9.487        
| Paraguai     | 1 - 0 | Itàlia |
| ------------ | ----- | ------ |
| Barreiro 14' | Resum |        |

 Estadi Geórgios Karaiskakis (El Pireu)

Àrbitre: Claus Bo Larsen (DIN)

Assistència: 24.160        
| Japó      | 1 - 0 | Ghana |
| --------- | ----- | ----- |
| Okubo 37' | Resum |       |

 Estadi Panthessaliko (Volos)

Àrbitre: Kyros Vassaras (GRE)

Assistència: 6.813        
Grup C
| Equip               | J | G | E | P | GF | GC |   |
| ------------------- | - | - | - | - | -- | -- | - |
| Argentina           | 3 | 3 | 0 | 0 | 9  | 0  | 9 |
| Austràlia           | 3 | 1 | 1 | 1 | 6  | 3  | 4 |
| Tunísia             | 3 | 1 | 1 | 1 | 4  | 5  | 4 |
| Sèrbia i Montenegro | 3 | 0 | 0 | 3 | 3  | 14 | 0 |

| Tunísia     | 1 - 1 | Austràlia  |
| ----------- | ----- | ---------- |
| Zitouni 69' | Resum | Aloisi 45' |

 Estadi Pankritio (Càndia)

Àrbitre: Kyros Vassaras (GRE)

Assistència: 15.757        
| Argentina                                                         | 6 - 0 | Sèrbia i Montenegro |
| ----------------------------------------------------------------- | ----- | ------------------- |
| Delgado 11' K. González 17' Tévez 42', 43' Heinze 74' Rosales 77' | Resum |                     |

 Estadi Pampeloponnisiako (Patres)

Àrbitre: Carlos Batres (GUA)

Assistència: 14.675        
| Sèrbia i Montenegro | 1 - 5 | Austràlia                                  |
| ------------------- | ----- | ------------------------------------------ |
| Radonjic 72'        | Resum | Cahill 11' Aloisi 46', 57' Elrich 60', 86' |

 Estadi Pankritio (Càndia)

Àrbitre: Subkhiddin Modh Salleh (MAS)

Assistència: 8.857        
| Argentina             | 2 - 0 | Tunísia |
| --------------------- | ----- | ------- |
| Tévez 39' Saviola 72' | Resum |         |

 Estadi Pampeloponnisiako (Patres)

Àrbitre: Éric Poulat (FRA)

Assistència: 5.512        
| Argentina       | 1 - 0 | Austràlia |
| --------------- | ----- | --------- |
| D'Alessandro 9' | Resum |           |

 Estadi Geórgios Karaiskakis (El Pireu)

Àrbitre: Essam Abd El Fatah (EGI))

Assistència: 26.338        
| Sèrbia i Montenegro     | 2 - 3 | Tunísia                               |
| ----------------------- | ----- | ------------------------------------- |
| Krasic 70' Vukcevic 87' | Resum | Clayton 41' Jedidi 83'(p) Zitouni 89' |

 Estadi Pampeloponnisiako (Patres)

Àrbitre: Charles Ariiotima (TNZ)

Assistència: 5.512        
Grup D
| Iraq       | 6 | 3 | 2 | 0 | 1 | 7 | 4 | +3 |
| Costa Rica | 4 | 3 | 1 | 1 | 1 | 4 | 4 | 0  |
| Marroc     | 4 | 3 | 1 | 1 | 1 | 3 | 3 | 0  |
| Portugal   | 3 | 3 | 1 | 0 | 2 | 6 | 9 | −3 |

| Costa Rica | 0 – 0 | Marroc |
| ---------- | ----- | ------ |
|            | Resum |        |

 Estadi Pankritio (Càndia)
Àrbitre: Massimo De Santis (ITA)
Assistència: 3.212        
| Iraq                                                          | 4 – 2 | Portugal                      |
| ------------------------------------------------------------- | ----- | ----------------------------- |
| Mohammed 16' · Mulla Mohammed 29' · Mahmoud 56' · Sader 90+3' | Resum | Jabar 13' (og) · Bosingwa 45' |

 Estadi Pampeloponnisiako (Patres)        
| Costa Rica | 0 – 2 | Iraq                           |
| ---------- | ----- | ------------------------------ |
|            | Resum | Mulla Mohammed 67' · Karim 72' |

 Estadi Geórgios Karaiskakis (El Pireu)
Àrbitre: Charles Ariiotima (TAH)
Assistència: 12.150        
| Marroc     | 1 – 2 | Portugal                |
| ---------- | ----- | ----------------------- |
| Bouden 85' | Resum | Ronaldo 40' · Costa 73' |

 Estadi Pankritio (Càndia)
Àrbitre: Carlos Batres (GUA)
Assistència: 7.581        
| Marroc                       | 2 – 1 | Iraq      |
| ---------------------------- | ----- | --------- |
| Bouden 69' (pen) · Aqqal 77' | Resum | Sader 63' |

 Estadi Pampeloponnisiako (Patres)
Àrbitre: Horacio Elizondo (ARG)
Assistència: 4.019        
| Costa Rica                                                   | 4 – 2 | Portugal                  |
| ------------------------------------------------------------ | ----- | ------------------------- |
| Villalobos 50' · Meira 68' (og) · Saborio 71' · Brenes 90+1' | Resum | Almeida 29' · Ribeiro 54' |

 Estadi Pankritio (Càndia)
Àrbitre: Carlos Torres (PAR)
Assistència: 11.218        

### Quadre final
|  | Quarts de final          | Quarts de final          |                       |      | Semifinals  | Semifinals  |  |  | Final                    | Final |
|  |                          |                          |                       |      |             |             |  |  |                          |       |
|  | 21 d'agost - El Pireu    |                          |                       |      |             |             |  |  |                          |       |
|  |                          |                          |                       |      |             |             |  |  |                          |       |
|  | Mali                     | 0                        |                       |      |             |             |  |  |                          |       |
|  | Mali                     | 0                        | 24 d'agost - El Pireu |      |             |             |  |  |                          |       |
|  | Itàlia                   | 1                        |                       |      |             |             |  |  |                          |       |
|  | Itàlia                   | 1                        | Itàlia                | 0    |             |             |  |  |                          |       |
|  | 21 d'agost - Patres      |                          | Itàlia                | 0    |             |             |  |  |                          |       |
|  |                          | Argentina                | 3                     |      |             |             |  |  |                          |       |
|  | Argentina                | Argentina                | 3                     | 4    |             |             |  |  |                          |       |
|  | Argentina                |                          | 28 d'agost - Atenes   | 4    |             |             |  |  |                          |       |
|  | Costa Rica               | 0                        |                       |      |             |             |  |  |                          |       |
|  | Costa Rica               | 0                        | Argentina             | 1    |             |             |  |  |                          |       |
|  | 21 d'agost - Càndia      |                          | Argentina             | 1    |             |             |  |  |                          |       |
|  |                          | Paraguai                 | 0                     |      |             |             |  |  |                          |       |
|  | Iraq                     | Paraguai                 | 0                     | 1    |             |             |  |  |                          |       |
|  | Iraq                     | 24 d'agost - Tessalònica |                       | 1    |             |             |  |  |                          |       |
|  | Austràlia                | 0                        |                       |      |             |             |  |  |                          |       |
|  | Austràlia                | 0                        | Iraq                  | 1    | Tercer lloc | Tercer lloc |  |  |                          |       |
|  | 21 d'agost - Tessalònica |                          | Iraq                  | 1    | Tercer lloc | Tercer lloc |  |  |                          |       |
|  |                          | Paraguai                 | 3                     |      |             |             |  |  |                          |       |
|  | Paraguai                 | Paraguai                 | 3                     | 3    | Itàlia      | 1           |  |  |                          |       |
|  | Paraguai                 |                          |                       | 3    | Itàlia      | 1           |  |  |                          |       |
|  | Corea del Sud            | 2                        |                       | Iraq | 0           |             |  |  |                          |       |
|  | Corea del Sud            | 2                        |                       |      | 0           |             |  |  |                          |       |
|  |                          |                          |                       |      |             |             |  |  | 27 d'agost - Tessalònica |       |
|  |                          |                          |                       |      |             |             |  |  |                          |       |

#### Quarts de final
| Mali | 0 - 1 | Itàlia    |
| ---- | ----- | --------- |
|      | Resum | Bovo 116' |

 Estadi Geórgios Karaiskakis (El Pireu)

Àrbitre: Carlos Torres (PAR)

Assistència: 27.543        
| Iraq         | 1 - 0 | Austràlia |
| ------------ | ----- | --------- |
| Mohammed 64' | Resum |           |

 Estadi Pankritio (Càndia)

Àrbitre: Carlos Batres (GUA)

Assistència: 10.023        
| Argentina                       | 4 - 0 | Costa Rica |
| ------------------------------- | ----- | ---------- |
| Delgado 24' Tévez 43', 82', 83' | Resum |            |

 Estadi Pampeloponnisiako (Patres)

Àrbitre: Kyros Vassaras (GRE)

Assistència: 9.929        
| Paraguai                     | 3 - 2 | Corea del Sud     |
| ---------------------------- | ----- | ----------------- |
| Bareiro 19', 71' Cardozo 61' | Resum | Chun-Soo 74', 79' |

 Estadi Kaftanzoglio (Tessalònica)

Àrbitre: Massimo De Santis (ITA)

Assistència: 4.080        

#### Semifinals
| Itàlia | 0 - 3 | Argentina                                 |
| ------ | ----- | ----------------------------------------- |
|        | Resum | Tévez 16' L. González 69' M. González 84' |

 Estadi Geórgios Karaiskakis (El Pireu)

Àrbitre: Benito Archundia (MEX)

Assistència: 30.910        
| Iraq       | 1 - 3 | Paraguai                     |
| ---------- | ----- | ---------------------------- |
| Farhan 83' | Resum | Cardozo 17', 34' Bareiro 68' |

 Estadi Kaftanzoglio (Tessalònica)

Àrbitre: Eric Poulat (FRA)

Assistència: 6.213        

#### Partit pel 3r lloc
| Itàlia       | 1 - 0 | Iraq |
| ------------ | ----- | ---- |
| Gilardino 8' | Resum |      |

 Estadi Kaftanzoglio (Tessalònica)

Àrbitre: Jorge Larrionda (URU)

Assistència: 5.203        

#### Final
| Argentina | 1 - 0 | Paraguai |
| --------- | ----- | -------- |
| Tévez 16' | Resum |          |

 Estadi Olímpic d'Atenes (Atenes)

Àrbitre: Kyros Vassaras (GRE)

Assistència: 41.116        